# 서현 (건축가)
서현(徐顯, 1963년 ~ )은 대한민국의 건축가이자 대학 교수이다. 1986년 서울대학교 건축학과를 졸업했고, 1988년 동 대학원을 졸업했으며, 1992년 미국 컬럼비아 대학교 건축대학원을 졸업하였다. 한양대학교 건축학부 교수를 거쳐 지금은 서울대학교 건축학과 교수로 재직하고 있다.

## 주요 작품
- 2004년, 《효형출판 사옥》
- 2004년, 《김천상공회의소》
- 2007년, 《해심헌 (海心軒)》
- 2013년, 《문추헌 (文秋軒)》
- 2014년, 《건원재 (乾圓齋)》
- 2014년, 《파주출판도시 어린이집》
- 2016년, 《시선재 (示線齋)》
- 2016년, 《담류헌 (談流軒)》
- 2018년, 《정중헌 (正中軒)》

## 저서
- 1998년 《건축, 음악처럼 듣고 미술처럼 보다》, 효형출판, ISBN 9788958721246 (8958721243)
- 1999년 《그대가 본 이 거리를 말하라》, 효형출판, ISBN 9788986361285 (8986361280)
- 2009년 《건축을 묻다 - 예술, 건축을 의심하고 건축, 예술을 의심하다》, 효형출판, ISBN 9788958720805 (8958720808)
- 2011년 《또 한 권의 벽돌》, 효형출판, ISBN 9788958721048 (8958721049)
- 2012년 《배흘림기둥의 고백》, 효형출판, ISBN 9788958721130 (8958721138)
- 2013년 《빨간 도시》, 효형출판, ISBN 9788958721246 (8958721243)
- 2016년 《건축가 서현의 세모난 집 짓기》, 효형출판 , ISBN 9788958721444
- 2018년 《상상의 책꽂이》, 효형출판, ISBN : 9788958721604
- 2021년 《내 마음을 담은 집》, 효형출판, ISBN : 9788958721741
- 2024년 《도시논객》, 효형출판, ISBN : 9788958722182

## 같이 보기
- 한국의 건축가 목록